# 2020年加利福尼亞州18號提案
18號提案（英語：Proposition 18，專有名詞縮寫），是美國加利福尼亞州於2020年11月3日提出的一次公投，提案訴求修正第4號憲法修正案（Constitutional Amendment No. 4，專有名詞縮寫），修正選舉投票時首次投票選民法定年齡為年滿17歲，下一屆選舉年滿18歲的選民。

## 關聯條目
- 2020年加利福尼亚州17号提案